# Aghbalou
Aghbalou (em árabe: أغبالو) é uma cidade e comuna localizada na província de Bouira, Argélia. Segundo o censo de 2008, a população total da cidade era de 19 517 habitantes.